# Tonumfang
Mit Tonumfang oder Ambitus bezeichnet man die Spannweite zwischen dem höchsten und dem tiefsten Ton eines Instruments oder einer Stimme. Dies bezieht sich:
- bei Musikinstrumenten und der Gesangsstimme eines bestimmten Sängers auf den Bereich, der gespielt oder gesungen werden kann (siehe auch Stimmlage). Musikinstrumente haben sehr unterschiedliche Tonumfänge, von einem einzigen Ton beim Triangel bis hin zum gesamten hörbaren Spektrum bei der Orgel.
- bei einer musikalischen Linie, einer Passage oder einem ganzen Musikstück auf den Bereich, der darin vorkommt. In diesem Fall wird der Ambitus auch Rahmenintervall genannt.

## Notation

Tonumfang Fagott

Der Tonumfang von Stimmen und Instrumenten wird meist so dargestellt, dass die tiefste und die höchste Note angegeben wird. Dabei zeigen die großen Notenköpfe den üblichen Tonumfang. Der erweiterte Tonraum, den ein virtuoser Solist zu bewältigen vermag, wird durch kleinere Stichnoten markiert. Das Beispiel links zeigt den Normalumfang eines Fagotts vom Kontra-B bis zum e’’ und den Tonumfang, den ein virtuoser Spieler beherrscht, vom Kontra-A bis zum as’’.

Violine

Bei Saiteninstrumenten (Beispiel rechts) werden zunächst die leeren Saiten in der üblichen Stimmung angegeben. Die unterste Saite (hier das kleine g) ist auch der tiefstmögliche Ton des Instruments. Rechts daneben steht der höchste Ton in normaler Griffweise (hier: h’’’’). Der eckige, leere Notenkopf ganz außen beschreibt den höchsten Flageolettton (d’’’’’). 
Die Angaben sind allerdings nur Richtwerte. Unter besonderen Umständen (Skordatur, Zusatzklappen, außergewöhnliche Techniken) können auch größere Umfänge erreicht werden.
Bei transponierenden Instrumenten ist entsprechend zwischen notiertem und tatsächlichem Tonumfang zu unterscheiden. Beispielsweise beginnt der notierte Tonumfang einer Klarinette üblicherweise mit e, das aber auf einer B-Klarinette entsprechend der Transponierung des Instruments als d erklingt. 